# مغامرات بوكيمون
مغامرات بوكيمون هي سلسلة مانغا يابانية نشرت من قبل شركة شوغاكوكان. ذكر ساتوشي تاجيري مبتكر البوكيمون بأن تلك السلسلة هي الأقرب إلى الطريقة التي تخيل بها عالم البوكيمون.